# Campeonato Catarinense Série B 2020
In 2020 werd het 34ste Campeonato Catarinense Série B gespeeld voor voetbalclubs uit Braziliaanse staat Santa Catarina. De competitie werd georganiseerd door de FCF en werd gespeeld van 31 oktober tot 20 december. Próspera werd kampioen. Door uitbreiding van de Série A van tien naar twaalf clubs promoveerde de  top drie. 
Almirante Barroso dat vorig jaar nog de titel behaalde, maar hieraan verzaakte speelde al enkele jaren in de plaats van NEC in de stad Itajaí, voor dit seizoen werd de samenwerking verbroken en nam NEC terug haar plaats in de competitie in. 

## Eerste fase
| Plaats | Club               | Wed. | W | G | V | Saldo | Ptn. |
| ------ | ------------------ | ---- | - | - | - | ----- | ---- |
| 1.     | Hercílio Luz       | 9    | 6 | 1 | 2 | 17:7  | 19   |
| 2.     | Próspera           | 9    | 5 | 2 | 2 | 12:6  | 17   |
| 3.     | Metropolitano      | 9    | 5 | 1 | 3 | 20:16 | 16   |
| 4.     | Barra              | 9    | 5 | 1 | 3 | 11:7  | 16   |
| 5.     | Camboriú           | 9    | 3 | 3 | 3 | 18:16 | 12   |
| 6.     | Caçador            | 9    | 3 | 3 | 3 | 12:10 | 12   |
| 7.     | Inter de Lages     | 9    | 3 | 3 | 3 | 13:14 | 12   |
| 8.     | Guarani de Palhoça | 9    | 2 | 2 | 5 | 10:16 | 8    |
| 9.     | Fluminense         | 9    | 2 | 1 | 6 | 8:17  | 7    |
| 10.    | NEC                | 9    | 2 | 1 | 6 | 6:18  | 7    |

|  | Finale + promotie naar Série A |
|  | Promotie naar Série A          |
|  | Degradatie                     |

## Finale
Heen
|                   |          |       |              |                                                                                       |
| 16 december 16:00 | Próspera | 0 – 0 | Hercílio Luz | Estádio Mário Balsini, Criciúma Toeschouwers: 0 Scheidsrechter: Diego da Costa Cidral |
| 16 december 16:00 |          |       |              | Estádio Mário Balsini, Criciúma Toeschouwers: 0 Scheidsrechter: Diego da Costa Cidral |

| Próspera | Hercílio Luz |

Terug
|                   |              |                                |          |                                                                                            |
| 20 december 15:00 | Hercílio Luz | 0 – 2                          | Próspera | Estádio Aníbal Torres Costa, Tubarão Scheidsrechter: Fernando Henrique de Medeiros Miranda |
| 20 december 15:00 |              | 2' Jessé 90+2' Gabriel Alagoas |          | Estádio Aníbal Torres Costa, Tubarão Scheidsrechter: Fernando Henrique de Medeiros Miranda |

| Hercílio Luz | Próspera |

### Kampioen
| Campeonato Catarinense de 2020 - Série B |
| Santa Catarina                           |
| ---------------------------------------- |
| PRÓSPERA Kampioen (1° titel)             |